# 公主泉蟹属
公主泉蟹属（学名：Rajathelphusa）是拟地蟹科的一属。属名是马拉雅拉姆语“公主”和拟地蟹常用词根thelphusa组合而成，来自于该属的模式种Rajathelphusa ala的模式产地Rajakumali意为“王公贵胄之地”。本属主要分布于西高止山脉西南侧和豆蔻山脉（Cardamom Hills）的西侧。

## 下属物种
本属包括以下物种：
- 穴居公主泉蟹 Rajathelphusa ala Raj, AB Kumar & Pkl Ng, 2021
- 暗棕公主泉蟹 Rajathelphusa brunnea
- Rajathelphusa muni Raj, AB Kumar & Pkl Ng, 2021